# 플로리넬 코만
플로리넬 테오도르 코만(루마니아어: Florinel Teodor Coman, 1998년 4월 10일 ~ )은 루마니아의 축구 선수로, 현재 카타르 스타스 리그 클럽 알가라파와 루마니아 국가대표팀에서 윙어로 활약하고 있다.
코만은 2015년 비토룰 콘스탄차에서 시작하여 클럽에서의 두 번째 완전 시즌에 국내 챔피언십을 우승하였다. 2017년, 그는 최종적으로 300만 유로의 이적료를 지불한 FCSB와 계약을 체결하였는데, 이는 리가 I 팀이 지불한 최고 이적료이다. 후자의 경우, 코만은 2019-20년 시즌에 쿠파 로므니에이 트로피를 가져왔고, 2023-24년 시즌에는 또 다른 국내 타이틀을 거머쥐었다. 개인적으로, 그는 5번이나 리가 I 시즌 팀에 선정되었다.
코만은 이전에 17세 이하, 19세 이하, 21세 이하로 제한된 후 2019년 10월, 루마니아에서 시니어 데뷔를 했다. 그는 2019년 UEFA U-21 축구 선수권 대회에서 후자의 팀을 대표하여 준결승에서 독일에 의해 탈락했다.

## 어린 시절
코만은 브러일라에서 태어났고, 디나모 부쿠레슈티 서포터로 성장했다. 그의 첫 번째 코치인 니쿠쇼르 발도빈은 디나모가 2006-07년 리그 챔피언십에서 우승한 후, 코만은 클라우디우 니쿨레스쿠의 프리킥을 모방하려고 노력하고 있다고 말했다.

## 구단 경력

### 비토룰 콘스탄차
코만은 비토룰 콘스탄차의 아카데미에서 1군 감독이자 구단주인 게오르게 하지에 의해 선발되었고, 2015년 3월 18일, 아스트라 지우르지우와의 리가 I 경기에서 교체 출전하여 프로 데뷔 전을 치렀다. 2016년 8월 14일, 18세의 나이로, 그는 ASA 트르구무레슈를 상대로 리그 첫 골을 기록하여 3-1 승리를 거두었다.
코만은 디나모 부쿠레슈티 (2-1), 판두리 트르구지우 (3-0), 폴리 티미쇼아라 (5-0)와의 경기에서 각각 득점을 기록한 후 2017년 2월 이달의 리가 I 선수로 선정되었다. 그는 3월 18일 FCSB와의 홈 경기에서 3-1 승리를 거두며 다시 한 번 득점대에 올랐다. 5월 13일 CFR 클루지와의 마지막 경기에서 코만은 가브리엘 이안쿠가 이 경기의 유일한 골을 성공시켜 비토룰의 첫 번째 국내 타이틀 정복에 결정적인 역할을 했다.
2017년 7월 26일, 코만은 UEFA 챔피언스리그 3차 예선에서 1-0으로 이긴 아포엘과의 홈 경기에서 66분 교체 출전하며 UEFA 데뷔 전을 치렀다.

### FCSB
포르투갈 팀 벤피카가 코만의 영입에 관심을 보이자, 2017년 8월 21일, 그는 200만 유로와 20%의 이자, 그리고 50만 유로의 추가 이적료를 받고 동료 리그 팀인 FCSB로 이적했다. 그의 방출 조항은 루마니아 기록인 1억 유로로 정했다. 그해 11월, 비토룰의 남은 경제적 권리는 100만 유로에 환수되었고, 총 300만 유로의 이적료로 코망은 2007년 크리스티안 파비아니가 라누스에서 CFR 클루지로 이적하면서 리그 I에서 가장 비싼 계약을 맺었다.
코만은 2017년 10월 22일, 폴리 티미쇼아라를 7-0으로 완파하며 FCSB에서 첫 두 골을 기록했다. 11월 2일, 그는 1-1로 비긴 유로파리그 조별 리그에서 하포엘 베르셰바와의 경기에서 유럽 무대 첫 골을 기록했다. 후자의 대회에서도 코만은 스타디오 올림피코에서 열린 라치오와의 32강전에서 하프타임 후 경기장에 들어갔고, 2018년 2월 22일, 할렘 그노헤레의 골에 기여했다.
2018년 7월 29일, 2018-19년 리가 I의 두 번째 경기에서 코만은 디나모 부쿠레슈티와의 더비 경기에서 3-3으로 비긴 2루타를 기록했다.  FCSB에서 일관성 없는 출발을 보인 후, 그는 부쿠레슈티에서의 두 번째 시즌에 38번의 경기에 출전하여 12골을 넣으며 주전 자리를 굳혔다.

### 알가라파
2024년 7월 3일, FCSB 구단주 지지 베칼리는 알가라파로부터 코만에 대한 525만 유로의 이적 제안을 수락했다고 발표했다. 그는 7월 7일, 메디컬 테스트를 받기 위해 도하로 이동했으며, 그 다음 날 카타르 스타스 리그 클럽과 1년 연장 옵션이 포함된 3년 계약에 서명했다.
코만은 2024년 8월 9일, 리그 챔피언십에서 알코르와의 무득점 원정 무승부 경기에서 선발로 출전하며 공식 데뷔 전을 치렀다. 2주 후, 그는 알라이얀과의 2–1 홈 승리 경기에서 자신의 첫 골들을 기록했다.

## 국가대표팀 경력
코만은 2019년 10월 12일, 페로 제도와의 UEFA 유로 2020 예선 전에서 루마니아 국가대표팀 데뷔 전을 치렀다. 그는 69분만에 알렉산드루 미트리처와 교체되어 결국 3-0으로 이겼다.
2023년 10월 15일, 코만은 안도라와의 UEFA 유로 2024 예선 전에서 국가대표팀 첫 골을 기록했다. 그는 스위스와의 최종 1-0 승리에서 선발 출전을 포함해 7경기에 출전해 루마니아를 I조 1위로 확보했다.
2024년 6월 7일, 코만은 UEFA 유로 2024에 참가할 대표팀 명단에 포함되었다. 그는 우크라이나와의 조별 리그 첫 경기에 선발 출전하여 팀의 3–0 승리에 기여했으며, 이는 그의 나라가 24년 만에 거둔 UEFA 유럽 축구 선수권 대회 승리였다. 그는 벨기에와의 0–2 패배 경기에서는 교체로 출전하지 않았고, 슬로바키아와의 1–1 무승부 경기에서 다시 선발로 나섰으며, 루마니아는 조 1위로 16강에 진출했다. 코만은 근육 부상으로 인해 16강전인 네덜란드와의 0–3 패배 경기에 결장했다.

## 플레이 스타일
코만은 전형적으로 레프트 윙어로 배치되며 페이스와 기술적인 능력으로 찬사를 받아왔다.

## 사생활
2021년 2월 22일, 코만은 A2 고속도로를 달리다가 제한 속도를 초과했다는 이유로 루마니아 경찰에 의해 차에 올라탔다. 검사를 받은 결과, 그는 가짜 우크라이나 면허를 가지고 있는 것으로 드러났다. 면허 없이 차량을 운행한 혐의가 인정되면 1년에서 5년의 징역에 처해질 수 있다.
코만은 2022년 6월, 여자친구 이오아나 티모페시우크와 결혼했다. 다음 달, 그녀는 카시아라는 이름의 여자아이를 낳았다.